# 台塑企業

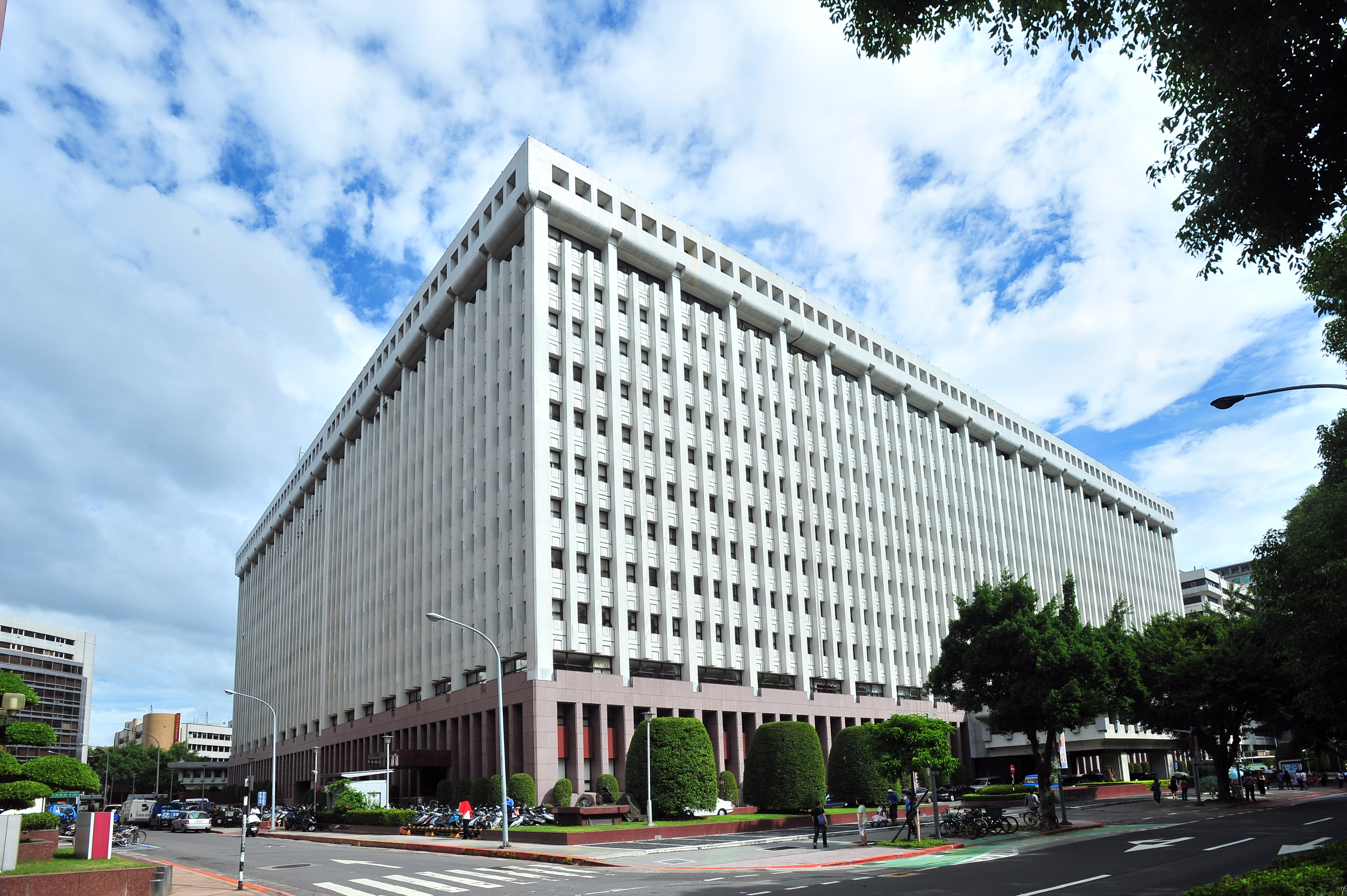
位於台北市松山區敦化北路的台塑總部大樓

台塑企業，又稱台塑集團、台塑關係企業，是臺灣企業集團之一，源起於1954年創立之福懋塑膠工業股份有限公司，1957年更名為台灣塑膠工業股份有限公司 （簡稱「台塑」），其後逐步擴大經營版圖。目前旗下事業橫跨塑膠、煉油、石化、纖維、紡織、電子、能源、運輸、重工、生物科技、醫療、教育等領域。台塑企業經過六十餘年的努力發展，目前共計擁有台塑、南亞、台化、台塑石化等百餘家關係企業，分別在台灣、美國、中國大陸、越南、菲律賓及印尼都設有工廠。此外並擁有龐大的教育和醫療機構，是台灣最大的民營企業之一 。
台塑企業的共同創辦人為王永慶、王永在兄弟、趙廷箴、何傳、何義。根據統計，自1980年代以來，台塑企業在資產總額、營收淨值、員工數等方面均獨占鰲頭，為台灣民營企業之龍頭，也讓其主要創辦人王永慶榮獲「臺灣經營之神」的稱譽。王永慶於2008年10月15日辭世後，整個集團的運作正式交由2002年開始組成的「七人決策小組」，王家成員有王文淵總裁、王瑞華副總裁、王文潮、王瑞瑜等4人，專業經理人有李志村、吳欽仁、楊兆麟等3人，並於2011年因企業經營需要，增加陳寶郎、林信義二名新成員變成「九人小組」，也就是台塑企業的「行政中心」。
台塑企業於2017年6月1日成立「管理中心」，王永慶、王永在的家族成員，包含王文淵、王瑞華、王文潮、王瑞瑜等四位退出「行政中心」，進入「管理中心」，落實企業所有權及經營權分治的精神，原有「行政中心」則由五大公司最高專業經理人台塑林健男董事長、南亞吳嘉昭董事長、台塑石化陳寳郎董事長及台塑河靜陳源成董事長、台化洪福源董事長共同組成。

## 歷史

台塑企業創辦人王永慶、王永在兄弟。

- 台灣在1950年代獲得美援，準備發展塑膠及輪胎工業，由行政院經濟安全委員會負責規畫，尹仲容為委員長。塑膠項目原先希望由永豐餘創辦人何傳來投資建廠；但何傳至歐洲考察後，認為不具規模經濟，婉拒這個計畫。尹仲容透過台灣銀行，發現在嘉義有位米商王永慶存款超過新台幣800萬元，前往接洽，希望他來投資。（實際上在1943-1944年二戰末期，日本政府採取配給米政策，米店經營不利，王永慶開始經營木材事業及開設小型磚廠。）王永慶與其生意夥伴趙廷箴商量後決定投入此計畫，得到美援貸款79.8萬美元，何傳與何義兄弟也投資入股，於高雄市成立福懋塑膠公司。
- 1954年7月，於高雄市登記設立福懋塑膠公司，從事生產PVC工作，該年11月30日獲准通過。
- 1957年4月，福懋塑膠公司開工生產，產量每日四公噸PVC，並更名為台灣塑膠公司。
- 1958年8月，成立南亞塑膠加工公司。
- 1963年
  - 2月，設立嘉林塑膠製品公司。
  - 8月，更名為新東塑膠製品公司。
  - 12月，設立明志工專。也於這年台塑高雄廠擴建PVC產能為每月2,100噸，開始奠定經營根基。
- 1964年10月，成立台塑汽車貨運公司，負責企業內貨物運輸。
- 1965年3月，成立台灣化學纖維公司，跨足紡織業。
- 1967年
  - 8月，新東塑膠製品公司併入南亞塑膠加工公司，南亞塑膠加工公司更名為南亞塑膠公司。
  - 11月，台化公司開工生產。
- 1968年5月，成立總管理處。
- 1973年4月19日，雲林縣斗六市成立福懋興業股份有限公司生產織造、染整及印花等長纖尼龍與聚酯多富達布。
- 1976年
  - 2月，在印尼成立印尼南亞公司，展開首次海外投資。
  - 12月1日，創設財團法人長庚紀念醫院，在台北市開幕。
- 1978年
  - 10月，於美國紐澤西州成立台塑美國公司。
  - 12月1日，林口長庚醫院開幕。
- 1979年7月，南亞公司在美國德拉瓦州成立南亞美國公司。
- 1980年3月，於賴比瑞亞登記設立賴商台塑海運公司。
- 1983年
  - 2月，台塑美國公司建廠完成，開工生產塑膠一次加工產品。
  - 12月，南亞公司與惠普公司合作成立印刷電路板專案組，跨足電子產業。
- 1985年4月5日，基隆長庚醫院開幕。
- 1986年
  - 1月，高雄長庚醫院開幕。
  - 9月30日，經過13年的爭取，第六套輕油裂解廠計畫終於獲經濟部核准通過。
- 1987年
  - 4月，成立長庚醫學院。
  - 8月，成立台灣必成公司，產製電子級玻璃纖維。
- 1988年
  - 6月，成立長庚護專。
- 1989年12月，在美國德拉瓦州分別成立台塑美洲公司及南亞美洲公司。並在美國德州成立Inteplast Group （页面存档备份，存于）負責下游加工。
- 1991年
  - 2月，成立台朔重工公司，跨足自動倉儲系統、大型精密機械及汽電共生設備。
  - 8月，宣佈六輕計劃設立於雲林縣麥寮鄉。
- 1992年4月，成立台塑石化公司，從事油品煉製及行銷。
- 1993年4月，“林口長庚附設兒童醫院”開幕，並於1997獲准獨立，成為全台灣首創之兒童醫院。
- 1994年，南亞公司於5月及6月分別在中國大陸廣州及廈門投資興建塑膠二次加工工廠。
  - 7月，六輕計劃正式動工。
- 1995年
  - 3月，成立南亞科技公司，從事DRAM之研發、製造及銷售。
  - 11月，成立台灣小松電子材料公司（2006年更名為台塑勝高科技公司），投入矽晶圓之生產。
- 1996年
  - 4月，設立麥寮汽電公司。
  - 6月，南亞公司於中國大陸江蘇省接收華豐公司，生產膠皮、膠布。
  - 7月，成立南中石化公司，生產化學纖維之原料。該月又設立台塑通運公司，提供麥寮港之船務代理業務。
  - 10月，原南亞公司電路板事業部另獨立成為南亞電路板公司。
- 1998年
  - 5月，成立台塑旭彈性纖維公司。
  - 10月，成立台朔汽車公司，跨足汽車工業。
- 1999年
  - 2月，成立六輕汽車貨運公司，負責油品運輸。
  - 4月，成立台亞石油公司，全盤規劃汽油、柴油銷售事業。
  - 6月，成立台塑環保科技公司，針對廚餘轉化成有機肥料進行開發。
  - 10月，成立長庚生物科技公司，投入健康生技產業。
  - 12月，成立台塑大金精密化學公司，負責生產電子級氫氟酸。
- 2000年
  - 4月，成立台塑網科技公司。
  - 7月，設立台塑海運公司，承運環島油品。
  - 8月，成立台塑訊科公司，負責生產藍芽無線通訊相關產品。該月又成立台化出光公司，負責聚碳酸酯（PC）塑膠粒之銷售。
  - 12月，在越南成立台灣興業公司，生產化學纖維及塑膠二次加工產品。
- 2002年
  - 1月，嘉義長庚紀念醫院正式啟用，提供當地醫療及保健服務。
  - 5月，台化塑膠公司正式投入大陸石化原料市場。
  - 6月，成立台朔光電公司，生產電漿電視面板及模組。
  - 12月，成立台灣醋酸公司，生產工業用醋酸。
- 2003年
  - 1月，成立華亞科技公司，從事12吋矽晶圓製造。
  - 10月，於菲律賓設立亞太能源公司，從事發電事業。
  - 11月，原台化公司清潔劑組另獨立成為台塑生醫科技公司，除生產清潔劑外，並加入肌膚保養品的研發生產。
  - 12月，成立南亞光電公司，從事高階LED產品之研發生產。該月長庚養生文化村正式啟用，為國內銀髮族提供全方位的照護環境。集團營收達新台幣1.2兆，突破兆元，佔台灣GNP約11%。
- 2006年
  - 6月5日，王永慶董事長及王永在副董事長正式宣佈將經營權交棒給決策小組。
- 2007年，六輕四期全面完工，帶動集團營收大幅成長至近新台幣2兆元，佔台灣GNP約15.4%。
- 2008年
  - 5月6日，廈門長庚醫院正式開幕，首次跨入大陸醫療產業。
- 5月12日，中國大陸四川省發生7.8級強烈地震，率先捐贈人民幣1億元協助災後重建。
  - 5月20日，成立台塑長園科技公司（後更名為台塑鋰鐵材料科技公司），從事鋰鐵磷電池的研發生產，是發展電動車的核心零組件。
  - 6月，越南河靜大煉鋼廠計畫獲得核准，並於7月6日舉行動土典禮，將興建一貫作業煉鋼廠及山陽深水港，是越南迄今最大的外國直接投資案。
  - 9月6日，大陸福建福欣特殊鋼公司舉行動土典禮，生產不銹鋼產品。
  - 10月15日，創辦人王永慶先生在美國安詳辭世，由總統馬英九頒發褒揚令，表彰一生對國家之貢獻。
- 2009年
  - 8月8日莫拉克颱風重創南台灣，捐款新台幣12億元協助災後重建。
  - 12月31日雲林長庚醫院正式啟用，提供當地醫療及保健服務。
- 2010年，浙江寧波廠獲准二期擴建工程，陸續將投入逾16億美元進行石化產品工廠新(擴)建。
- 2011年，在美國德州投入20億美元，陸續新建乙烷裂解、丙烷脫氫廠…等相關工廠，以掌握頁岩氣低成本生產石化原料優勢。
  - 1月11日，林口長庚醫院「質子暨放射治療中心」舉行動土典禮，將投入50億元新台幣，積極提升台灣的癌症治療品質。
  - 8月1日，長庚技術學院獲准更名為「長庚科技大學」。
  - 9月，經行政中心決議於麥寮廠區 成立「台塑企業技術訓練中心」。
  - 12月，台塑等10家上市公司成立「薪資報酬委員會」，由專業人士監督公司董、監事及經理人之薪資報酬，使之更具公正性。
- 2012年，台塑與日本三井化學株式会社合資成立台塑三井精密化學有限公司，在浙江寧波興建鋰電池電解液工廠。
  - 7月，六輕4.7期擴建案經政府核准，將設立年產4萬公噸之氫化苯乙烯嵌段共聚物廠(HSBC)，強化石化高質化生產。
  - 12月2日，台塑河靜公司在越南舉行第一支高爐打樁儀式，展開建廠工程，規劃第一期年產鋼胚710萬噸。
- 2013年
  - 3月18日，台塑石化與美國Kraton公司合資成立台塑科騰化學有限公司，生產氫化苯乙烯嵌段共聚物(HSBC)。
  - 4月，大陸四川省雅安發生強烈地震，捐贈人民幣5仟萬元協助災後重建。
  - 5月30日，成立台塑資源股份有限公司，負責企業所需礦材原料之開發。
  - 8月，台塑等8家公司正式宣示導入優質企業 AEO 認證作業，有利簡化貨物出口報關流程。
- 2014年，配合高雄市政府發展經貿園區需要，創業基地高雄廠停產，人員設備遷移，為保留創辦人早期辦公室，將規劃為「王永慶、王永在昆仲歷史建築園區」。
  - 7月31日高雄發生大規模氣爆意外，捐贈新台幣2仟萬元協助災後重建。
  - 9月26日，成立台塑建設公司，為使用達40年的台塑大樓進行都市更新之各項籌備作業。
  - 11月27日，創辦人王永在先生安詳辭世，由總統頒發褒揚令，表彰「六輕總工程師」對台灣產業及經濟之貢獻。
  - 12月2日，高雄長庚醫院引進全台第二部質子治療設備，舉行「質子治療中心」動土典禮。
- 2015年，台塑等多家上市公司成立「審計委員會」由獨立董事組成以替代監察人，協助董事會監督公司財務、會計、稽核等執行品質及成效，以提升公司治理。
  - 2月，中國鋼鐵公司決議對台塑河靜鋼鐵公司之持股提高為25%，並提供技術與鋼鐵經驗，雙方合作關係更緊密，共同開拓東南亞鋼鐵事業。
  - 4月，在嘉義縣捐資興建「永在食安大樓」，為全台灣首座由民間與地方政府合作的食品檢驗機構。
  - 5月20日，南亞美洲公司轉投資設立南亞塑膠德州公司，生產乙二醇。
  - 7月30日，日本JFE鋼鐵公司宣佈投資台塑河靜鋼鐵公司5%股權，透過技術協助及供應鋼鐵產品等方式，深化彼此合作。
  - 9月3日，台塑公司在美國德州獨資成立Formosa Industries Corporation，生產高密度聚乙烯(HDPE)。
  - 11月10日，林口長庚醫院「質子暨放射治療中心」正式開幕啟用，正式宣告台灣癌症醫療進入質子治療的新里程碑。
  - 12月25日，台塑河靜鋼鐵公司熱軋廠試產出越南第一捲熱軋鋼捲。
- 2016年
  - 1月19日，台塑石化公司與日本出光公司合資成立台塑出光特用化學品公司，生產C5氫化石油樹脂。
  - 2月6日，高雄美濃發生強烈地震重創台南地區，捐贈新台幣5仟萬元協助災後重建。
- 2017年
  - 4月，台塑生醫結合企業內「產、醫、學」資源，建構預防醫學一站式服務模式，於桃園機場捷運A8長庚醫院站5樓成立『ｉ醫健康診所 （页面存档备份，存于）』及『ｉ醫健康管理中心』，整合健康檢查、健康管理、健康促進，打造個人專屬健康管理服務，協助民眾改善健康。
  - 5月29日，台塑河靜鋼鐵公司第一號高爐正式點火試車，並於6月1日產出第一塊自製扁鋼胚。
- 2018年
  - 2月8日，捐贈新台幣5仟萬元投入花蓮強震災後重建，並於4/21起安排9個梯次2天1夜的員工花蓮旅遊行程，約有7,000多名員工及眷屬參與，以實際行動支持當地觀光產業。
  - 5月18日，台塑河靜鋼鐵公司二號高爐正式點火，5/19順利產出鐵水，正式宣告河靜鋼鐵一期工程建設完成，預估2018年鐵水總產量可達500萬噸，年銷售鋼材可達465萬噸。
  - 7月31日，台塑石化公司與日本日機裝公司合資成立「福機裝股份有限公司」，從事深紫外光UV LED應用研發、生產及銷售。
- 2022年
  - 3月10日，成立「台塑尖端能源科技公司」，為台塑生醫旗下新的能源事業體，資本總額30億元。[2]
  - 7月5日，成立「台塑新智能科技公司」，投資約160億元，規劃在彰濱工業區設置50億瓦時的磷酸鋰鐵電池芯廠。[3]
- 2023年
  - 10月20日，因應敦化北路台塑大樓進行都市更新，總部喬遷至臺北市內湖區南京東路六段台北企業總部園區（A1、A2、A5）。
- 2024年
  - 10月21日，2023年台塑集團碳排量約4694萬噸，較2007年降低約23.6%，完成2025年減碳20%目標，獲頒淨零產業競爭力獎；旗下南亞塑膠棧板取得碳足跡查驗證書，每片碳足跡約72kg CO2e。[4][5]

## 台塑生醫科技股份有限公司

### 創立緣由
自董事長王瑞瑜為台塑集團創辦人王永慶父親研發保濕凝膠，領導台化公司清潔劑組轉型為台塑生醫，正式進軍美容保養、走入民生消費市場，遂於2004年正式成立台塑生醫科技股份有限公司。

### 旗下品牌
迄今20年已跨界「生活、生物、生化、醫療、醫藥、醫材」六大專業領域，並打造「FORTE、Dr’s Formula、DF美肌醫生、醫之方」四個品牌。第一個10年，自2003年於彰化建立台灣第一個符合GMP等級無塵室規格廠區來生產化妝品，第二個10年，自四個品牌推出超過600項產品，達成生技界3個第一，包含「Dr’s Formula：洗髮精銷售2,000萬瓶、品牌滿意度第一」、「醫之方：舒暢益生菌銷售7,000萬包、網購市佔率第一」以及取得全國第一張流感快篩許可證、獲全國最多張體外診斷試劑許可證，銷售6千萬支試劑，並於新冠肺炎期間成為防疫國家隊一員奉獻心力。
營業額自2004年10.69億元至2022年的32.56億元，並轉投資17家公司共計價值30億元，將事業橫跨至新能源、綠色循環經濟、製藥、疫苗、再生醫療等領域，以期達成預防醫學及永續社會的目標願景。
- Dr’s Formula為2012年由台塑生醫聯合研發中心、長庚醫學專業團隊與髮藝專家吳依霖作為品牌顧問，以台塑生醫預防醫學的精神與理念，耗時3年研發、最早推出「頭皮護理」為概念的洗髮精，並於2023年進軍美國外銷當地市場[10][11]。迄今產品範圍自個人洗沐用品到涵蓋到居家生活的清潔用品。
- Dr’s Formula頭皮護理系列洗髮精，獲得2015年台灣消費者調查滿意度第一名[12]，迄今賣超過2,000萬瓶、榮登藥妝店回購率第一的洗髮精，其中控油抗屑、髮根強化這兩款也成為康是美2021年第一季銷售冠軍和季軍。[13]
- FORTE來自長庚醫學團隊的美容保養品牌，起源於2003年1罐備受台塑企業創辦人王永慶愛用的保濕凝膠，由台塑生醫董事長王瑞瑜當年為了常在海外出差的父親而研發保濕護膚產品，更於2004年在台北微風廣場設立第一個專櫃。[14]
- FORTE草本水嫩活力凝膠，不只由創辦人王永慶出差至寒冷的哈爾濱，為避免皮膚會龜裂而使用過，因應消費者近年需求改變，幾經改良也成為FORTE的明星商品、持續暢銷20年。[15]

## 關係企業
- 石油化學事業
  - 台灣塑膠工業股份有限公司（臺證所：1301）
  - 南亞塑膠工業股份有限公司（臺證所：1303）
  - 台灣化學纖維股份有限公司（臺證所：1326）
  - 台塑石化股份有限公司（臺證所：6505）
  - 福懋興業股份有限公司（臺證所：1434）
  - 台塑大金精密化學股份有限公司
  - 台塑旭彈性纖維股份有限公司
  - 達興纖維股份有限公司
  - 文方實業股份有限公司
  - 台灣醋酸化學股份有限公司
  - 台亞石油股份有限公司
  - 台化光石油化學股份有限公司（日商出光興產合資）
  - 南中石化工業股份有限公司
  - 台塑科騰化學有限公司（美商Kraton合資）
  - 台塑出光特用化學品股份有限公司（日商出光興產合資）
  - 南亞美國公司（Nan Ya Plastics Corporation USA）
  - 印尼南亞公司（PT. Indonesia Nanya Indah Plastics Corp.）
  - 南亞塑膠美洲公司（Nanya Plastics Corporation, America）
  - 台塑美國公司（Formosa Plastics Corporation, U.S.A.）
  - 美國德州塑膠公司（Inteplast Group） (下游加工)
- 電子製造事業
  - 南亞科技股份有限公司（臺證所：2408）
  - 南亞電路板股份有限公司（臺證所：8046）
  - 台塑勝高科技股份有限公司（臺證所：3532）（日商SUMCO合資）
  - 福懋科技股份有限公司（臺證所：8131）
  - 南亞光電股份有限公司（LED產業）
  - 台灣必成股份有限公司（美商必丕合資）
  - 文菱科技股份有限公司
  - 福機裝股份有限公司（日商日機裝株式會社合資）
  - 台塑德山精密化學股份有限公司（日商德山株式會社合資）
- 醫療事業
  - 長庚紀念醫院
  - 長庚生物科技 （页面存档备份，存于）
  - 台塑生醫科技股份有限公司 （页面存档备份，存于）（FORTE）
  - 台塑生醫i醫健康診所 （页面存档备份，存于）
  - 長庚醫療器材
  - 世信生物科技
- 教育事業
  - 長庚大學
  - 長庚學校財團法人長庚科技大學
  - 明志科技大學
- 交通運輸事業
  - 台塑海運股份有限公司
  - 台塑通運股份有限公司
  - 台塑汽車貨運股份有限公司
  - 塑化汽車貨運股份有限公司
  - 六輕汽車貨運股份有限公司
  - 台塑汽車公司 （页面存档备份，存于）（達富DAF重車）
  - 汎航通運股份有限公司
- 管理顧問與投資、開發事業
  - 台塑開發股份有限公司
  - 育志開發股份有限公司
  - 華亞園區管理顧問股份有限公司
  - 麥寮工業區專用港管理股份有限公司
  - 亞太投資股份有限公司
  - 亞朔開發股份有限公司〔桃園科技工業園區、桃園機場捷運聯合開發案〕
- 鋼鐵業
  - 台塑河靜鋼鐵興業責任有限公司
  - 福建福欣特殊鋼有限公司
- 公益事業
  - 台塑企業暨王詹樣基金會
  - 台塑企業暨勤勞基金會
  - 台塑企業暨王詹樣公益信託
  - 台塑企業暨慶寶公益信託
- 其他
  - 台塑樂活圈
  - 台朔重工股份有限公司
  - 台塑網科技股份有限公司（FTC）
  - 台塑網旅行社股份有限公司（旅遊業）
  - 宜濟建設股份有限公司
  - 台化地毯股份有限公司
  - 台朔環保科技股份有限公司（廚餘肥料業）
  - 麥寮汽電股份有限公司（發電廠）
  - 華亞汽電股份有限公司
  - 台塑鋰鐵科技股份有限公司（能源科技、汽車燃料電池）
  - 台塑建設事業股份有限公司
  - 台塑資源股份有限公司
  - 台塑丙烯酸酯(寧波)有限公司
  - 台塑聚乙烯（寧波）有限公司
  - 台塑聚丙烯（寧波）有限公司
  - 台塑吸水樹脂(寧波)有限公司
  - 台塑電子(寧波)有限公司
  - 台塑合成橡膠工業股份有限公司
  - 長庚球場（高爾夫球場）
  - 台塑新智能科技股份有限公司
  - 台塑尖端能源科技股份有限公司
- 合併或解散事業
  - 永嘉化學工業（台灣塑膠工業、中央投資公司合資成立的聚丙烯製造商）
  - 台灣小電子材料（台灣塑膠工業、亞太投資與小松電子金屬合資成立的晶圓製造商）
  - 亞太量販（售予大潤發）
  - 台朔光電（台灣塑膠工業、富士通日立電漿顯示器合資成立的電漿顯示器面板製造商）
  - 台亞汽車
  - 台塑訊科（藍芽模組與系統解決方案供應商）
  - 華亞科技股份有限公司（臺證所：3474，2016年12月6日下市，售于台灣美光晶圓科技股份有限公司）
  - 勝普電子（售予世界先進）

## Formosa樂活圈

### 緣起
台塑企業除石化、塑膠、纖維等産業對台灣經濟有重要貢獻外，在樂齡健康、休閒養生、預防醫學等也做了非常多努力，故台塑企業希望以「圈」的概念，將廠區周邊在地資源，如社區、小農、商家及地方政府等整合起來，形成一個共榮圈，共同來促進地方經濟發展、活絡地方觀光、照護居民健康。

### 理念
樂活圈重要理念為「取之於社會用之於社會，善盡責任，期待對台灣社會做出更大的貢獻」，以環境永續及社會參與為主軸，展現台塑企業對社會的關懷，透過舉辦各種活動，讓外界有更多機會，進而瞭解、認同，感受到台塑企業的溫度。

### 願景
期待Formosa 樂活圈發掘台灣在地的美好，為台塑企業傳達關懷社會、關懷環境、善盡企業責任，與地方共榮、共好為目標，為台灣社會帶來更多正面能量。 

### 推動情形
台塑樂活圈初期主要是整合企業內健康、樂活、休閒、養生資源對外行銷，目的在脫離本企業只有石化業的刻板印象。經不斷調整後，目前係以企業社會責任角度，以環境永續、社會參與及樂活意象為主軸，結合企業廠區周邊之鄰里社區、廠商、小農及地方政府，共同來推動「Formosa樂活圈」，目前全台有桃園、宜蘭、雲林、彰化及高雄等5大樂活圈，各自發展出不同特色。
宜蘭樂活圈：生態．人文產業
在宜蘭龍潭湖地區，整合區內湖景、湧泉、自然生態、豐富人文歷史及眾多觀光工廠，以龍潭湖生態教室為平台，推廣深度生態旅遊及環境教育。
桃園樂活圈：樂活養生
結合健康樂活、老人養生、運動休閒、購物、農村輕旅行等多元服務面向之樂活圈。
楊梅樂活圈：推廣有機種植、食農教育
以台塑楊梅有機農場為基地，設置食農教育場域及教室，結合休閒農業區發展協會、周邊牧場及農場共同推動農事體驗活動。
彰化樂活圈：親子童趣、循環經濟：
以台塑生醫健康悠活館、台化彰化廠及周邊鄰里為腹地，結合二手玩具，發展親子童趣基地及塑膠回收。
雲林樂活圈：農業體驗、社區旅行
除了生態豐富的麥寮工業港、阿媽公園外，可深入體驗農、漁業、地方社區旅遊。
高雄樂活圈：工業發展史、文創
以台塑高雄廠為基地，與昆仲公園基金會合作，營造工業遺址、歷史建築、文創、教育、休閒、藝文活動之場域。

## 社會回饋
台塑企業為落實二位創辦人的理念，積極與政府及各民間團體合作，深入瞭解社會需求，關懷及協助弱勢族群，歷年來在教育、醫療、社會福利等社會公益事業累積已投入超過新臺幣550億元。

### 老舊及災後校舍重建
台塑企業在921地震後，響應教育部結合民間力量重建老舊中小學校舍計畫，認養雲林、嘉義、台南、高雄、林口及台東等地16所中小學校重建，以嶄新且安全的硬體設施，讓學童受教品質隨之提升。2009年8月莫拉克風災導致許多民眾傷亡，房屋、學校、公共設施也嚴重受損，台塑企業於第一時間即捐贈2億元，員工亦發起一日所得捐款協助救災，並配合政府展開全面性災後重建，再宣佈捐贈10億元協助政府重建災區學校。另外，2010年3月4日高雄甲仙發生6.4級地震，造成嚴重災害，台塑企業亦秉持回饋社會的一貫精神協助重建。
截至2018年底，對於921地震、莫拉克風災及甲仙震災等亟需重建的校舍，台塑企業共認養全台各地76所中小學學校重建。

### 捐贈老人肺炎鏈球菌疫苗
台塑企業自2007年起捐贈肺炎鏈球菌疫苗給「衛生福利部疾病管制署」，共同推動75歲以上老人免費接種肺炎鏈球菌疫苗計畫，至2016年底捐贈數量達106萬劑，約估為政府節省近120億元的肺炎醫療費用開支。

## 污染訴訟和判決
- 2009 年9月29日 美國國家環境保護局因台塑德克薩斯州和路易斯安那州工廠多次違反環保條例，對台塑罰款2.8百萬美元。另外，根據協議，台塑須支付一千萬美元來改善工廠的放污措施和設備。[16]

- 2019年10月美國德州南部地方法院裁定台塑違法排放塑料，並於2019年尾批准和解協議。台塑須支付5千萬美元用於減緩環境污染，栖息地重建，環保教育等。[17] [18]

## 相關事件

### 雲林離島工業區開發
台鋼為台塑集團投資的一貫作業煉鋼廠，又稱「台塑大煉鋼廠」，已故台塑企業創人王永慶曾說，投資大煉鋼廠是台塑企業的理想，因此台塑企業多年前起，便積極評估兩岸建廠環境與條件，從最初浙江寧波的梅山島到彰化大城濱海區，因兩岸關係及土地取得因素，台塑大煉鋼廠的落腳處始終無法定案。一直到2004年底前，在政府從旁協助下，台塑終於取得雲林離島工業區用地若進行順利，台塑企業並可望擁有第一座自有的高爐，正式跨足鋼鐵產業的最上游：煉鋼。依據最初的規劃，台塑集團將斥資1000億元台幣以上，興建一貫作業煉鋼高爐，全部完工後，粗鋼產能將高達800萬公噸，將是繼中鋼後，台灣第二家擁有自有高爐的鋼鐵廠商。雲林離島工業區整體環評原先已於1996年通過，但由於當時僅是一般工業區，後來變更為石化工業園區，除了台鋼之外，另外可能引進國光石化工業，需要重新進行變更工業區環境評估。2008年1月23日進行審查會議，委員會認為變更案中用水問題未能改善、無法實質回饋當地居民，且附近出現保育類動物中華白海豚，變更案中相關保育措施不足，發回重審。  

### 伊利諾州化學工廠爆炸事件
2004年，台塑在美國伊利諾州的化學工廠發生爆炸，造成5人死亡。美國勞工部的職業安全與健康管理局（OSHA）因此對台塑罰款30萬美元。2005年，台塑位於南德克薩斯州的工廠發生爆炸事件造成11名工人受傷。

### 台塑仁武廠汙染事件
2009年，台塑高雄仁武廠區被環保署測出汙染物過量。前環評委員、地球公民協會執行長李根政表示，台塑六輕每年的二氧化碳排放量達6755.7萬噸，佔臺灣全年二氧化碳排放量26.57%，台塑大煉鋼廠若再設立，二氧化碳排放量將再加1489.6萬噸，合計總排放量將佔台灣全年二氧化碳排放量32.43%，「相當於全國人民停止所有住宅、商業、交通活動省下的減碳量」。德國倫理暨經濟基金會曾於2009年11月21日於柏林召開的ethecon大會上頒發象徵聲名狼藉的黑星球獎給台塑關係企業，理由是台塑本身太不負社會責任。台灣蠻野心足生態協會因此花15萬7千元購買三重客運、新店客運、大都會客運三家客運業者共10條線23台公車的廣告宣傳，結果公車上路前，廣告上斗大紅色的「恥」被挖空，2010年5月18日臺北市政府交通局公共運輸處要求該廣告下刊。蠻野心足生態協會對此感到不滿，質疑另有內情。台塑則稱環保團體所謂台塑仁武廠對周遭構成嚴重污染觸犯公共危險罪及PVC會影響內分泌及生殖系統皆非事實，有破壞台塑名譽之嫌揚言若不撤除廣告將不排除控告客運業者、廣告代理商及環保團體，客運業者因而決定撤下廣告

### 六輕二氧化硫及丙烯洩漏
2010年，台塑六輕發生火災，引起抗爭。2010年9月9日，台塑六輕附近雲林縣麥寮、台西兩鄉五所國小85名師生出現身體不適，22人送醫治療,9月13日台西鄉新興國小10名師生出現頭暈嘔吐現象而就醫，經雲林縣環保局調查上述事件由台塑六輕工廠的二氧化硫及丙烯洩漏所致，據《空氣污染防治法》罰款100萬元，並勒令停工。  台塑企業斥資新台幣140億元，新建完成345公里公共管線，雲林縣議會第17屆議會議長蘇金煌和多名議員進入六輕廠區訪視，除了肯定台塑企業斥資改善設備的努力，也期盼繼續提升環保、工安及做好雲林好鄰居角色。新建管線採用鋼構熱浸鍍鋅，加上合金底漆、中途漆及面漆等3道油漆塗裝，使用年限至少30年，能有效防範公共管線破損，避免工安事故。新建公共管線139條，全長345公里 ，約中山高速公路台北至高雄的距離，在2011年9月設計，2013年8月28日前完成試壓及清管，每層間隔2公尺，每60公尺設爬梯方便安全巡檢。

### 2016年越南海產異常死亡事件
當地媒體影射係因台塑越鋼排放汙水不當所造成。台塑河靜鋼鐵因負責主管未妥善回應媒體，引發群眾不滿，演變成當地重大環保事件，也使得越南政府在6月底正式宣布越鋼應支付5億美元（合新台幣約161億元）罰金。

### 蘇治芬立委遭越南政府留滯
民進黨立委蘇治芬於2016年8月1日前往越南考察蔡英文總統提出的新南向政策，前往台塑河靜鋼鐵參訪卻遭越南政府扣留。經折衝協調後，蘇治芬再度恢復考察行程。此事件造成輿論對蔡英文總統提出的新南向政策充滿質疑。

## 相關連結
- 台塑十寶
- 三三會

## 外部連結
- 台塑企業
- 台灣塑膠工業股份有限公司 （页面存档备份，存于）
- 南亞塑膠工業股份有限公司 （页面存档备份，存于）
- 台灣化學纖維工業股份有限公司 （页面存档备份，存于）
- 台塑石化股份有限公司 （页面存档备份，存于）
- 台塑河靜鋼鐵興業責任有限公司
- 台塑企業暨王詹漾公益信託（页面存档备份，存于）
- 台塑企業暨王詹漾社會福利慈善基金會（页面存档备份，存于）
- 台塑企業文物館
- 台塑樂活圈 （页面存档备份，存于）
- 台塑樂活圈粉絲專頁（页面存档备份，存于）
- 台塑宜蘭樂活圈龍潭湖生態教室粉絲專頁（页面存档备份，存于）
- 台塑生醫i醫健康診所 （页面存档备份，存于）
- 長庚醫院（页面存档备份，存于）
- 長庚大學（页面存档备份，存于）
- 長庚科技大學（页面存档备份，存于）
- 明志科技大學（页面存档备份，存于）